# Јесеј
Јесеј (хебр. יִשַׁי‎, грч. Ιεσσαι) је био отац краља Давида поменут у Светом писму (Мат.1:6).
Потекао је из древне јеврејске породице, био је син Обеда и унук Воаза и Руте. Имао је велику породицу, се много синова. Најмлађи од њих је био Давид. 
Пророк Исаија је пророковао да ће из Јесејеве лозе израсти младица - Исус Христос. Он се због тога слави као предак Исуса Христа, као отац краља Давида, и деда Соломона и Натана, који су даље били преци Богородице Марије и праведног Јосифа, а тиме и самог Исуса.